# Port lotniczy ’79
Port lotniczy ’79 (ang. The Concorde ... Airport '79) – amerykański film sensacyjny z 1979 roku w reżyserii Davida Lowella Richa.

## Fabuła
Do nowojorskiej dziennikarki Maggie Whelan zgłasza się Carl Parker, pracownik  dużego koncernu zbrojeniowego z informacją, że jest w posiadaniu dokumentów dowodzących, że firma w której pracuje od wielu lat czerpie olbrzymie zyski z nielegalnej sprzedaży broni. Jednak w momencie przekazywania tej informacji Parker zostaje zastrzelony przez niezidentyfikowanego zabójcę, a samej Maggie z trudem udaje się ujść z życiem. Następnego dnia dziennikarka udaje się do Moskwy via Paryż, a tuż przed wejściem na pokład naddźwiękowego Concorde żona Parkera wręcza jej kompromitujące dokumenty. Tak się składa, że życiowy partner Maggie – Kevin Harrison – jest właścicielem wspomnianego koncernu i z dokumentów dostarczonych Maggie wynika, że aprobował transakcje. Harrison zdaje sobie doskonale sprawę, że wpływowa dziennikarka, dzięki dokumentom jej dostarczonym, nie patrząc na osobiste relacje z nim jest w stanie go zniszczyć i dlatego postanawia ją zabić. W tym celu wykorzystuje poligonową próbę najnowszego pocisku przeciwlotniczego produkcji jego firmy i zmieniając jego oprogramowanie naprowadza go na Concorde’a. Jednak dzięki mistrzowskim umiejętnościom (zwłaszcza II pilota Patroniego – weterana wojny w Wietnamie) pilotom naddźwiękowca udaje się wymanewrować pocisk. Harrison nie odpuszcza i dzięki swoim międzynarodowym koneksjom doprowadza do tego, że Concord nad terytorium Francji zostaje zaatakowany przez nieoznakowany myśliwiec. I z tej pułapki pilotom Concorde udaje się wyjść cało. Zdesperowany Harrison ponownie atakuje – wynajęty przez jego francuskich "przyjaciół" człowiek z technicznej obsługi samolotu, za pomocą podrzuconego mechanizmu zegarowego doprowadza do rozhermetyzowania Concorde poprzez otwarcie luku bagażowego podczas lotu z Paryża do Moskwy. Dzięki opanowaniu pilotów, Concord'owi udaje się awaryjnie wylądować na stoku narciarskim w Alpach. Wszyscy jego pasażerowie, w wyniku sprawnej akcji służb ratunkowych są w stanie bezpiecznie opuścić pokład tuż przed eksplozją samolotu. Obserwujący "na żywo" relację w TV z wydarzenia Harrison rozumie, że przegrał.

## Obsada
- Alain Delon (kpt. Paul Metrand)
- Susan Blakely (Maggie Whelan)
- Robert Wagner (Kevin Harrison)
- Sylvia Kristel (Isabelle)
- George Kennedy (kpt. Joseph "Joe" Patroni)
- Eddie Albert (Eli Sands)
- Bibi Andersson (Francine)
- Charo (Margarita)
- John Davidson (Robert Palmer)
- Andrea Marcovicci (Alicia Rogow)
- Martha Raye (Loretta)
- Cicely Tyson (Elaine)
- Jimmie Walker (Boise)
- David Warner (Peter O’Neill)
- Mercedes McCambridge (Nelli)
- Avery Schreiber (radziecki trener Markow)
- Gus Rethwisch (radziecki pasażer Grigorij)
- Sybil Danning (Amy)
- Monica Lewis (Gretchen)
- Nicolas Coster (dr Stone)
- Ed Begley Jr. (ratownik)
- Jon Cedar (Froelich)
- Macon McCalman (Carl Parker)
- Kathleen Maguire (Mary Parker)
- Stacy Heather Tolkin (Irina)
- Marneen Fields (amerykańska lekkoatletka olimpijska)
- Harry Shearer (głos reportera Jeffreya Marxa)
- Mario Machado (reporter)
- Aharon Ipalé (reporter)
- Robert Kerman (kontroler ruchu lotniczego w Dullas)
- Jessica Walter (pani Patroni)

i inni.

## O filmie
Film, w swej tematyce i gatunku, nawiązuje do serii amerykańskich filmów katastroficznych związanych z lotnictwem pasażerskim z cyklu "port lotniczy" (Port lotniczy z 1970, Port lotniczy 1975 z 1975, Port lotniczy ’77 z 1977) i jak podają napisy początkowe został nimi zainspirowany. Obraz miał swoją premierę w sierpniu 1979 i wbrew filmom cyklu do którego nawiązywał (wszystkie one były większymi lub mniejszymi hitami kasowymi) i gwiazdorskiej obsadzie, zakończył się finansową klapą – ledwo zwróciły się koszty jego produkcji. Nie spodobał się również krytykom. Wskazywano na ogólną naiwność i niską wiarygodność, a nawet absurdalność fabuły, która dla jednego z filmowych magazynów obraz czyniła wręcz niezamierzoną komedią ("unintentional comedy"). W rankingu popularnego, filmowego serwisu internetowego Rotten Tomatoes film posiada obecnie (2019) zaledwie czternastoprocentową, negatywną ocenę "zielonych pomidorów".
W filmie użyto autentycznego Concorde’a o numerze bocznym F-BTSC, który swój lot dziewiczy odbył 31 stycznia 1975 roku i rok później wszedł do służby liniowej w barwach Air France, rozpoczynając regularne loty nad Atlantykiem. 2 maja 1989 roku wiózł na swoim pokładzie Jana Pawła II. Był to ten sam Concorde, który 25 lipca 2000 roku uległ katastrofie lotniczej pod Gonesse (znanej jako "katastrofa lotu Air France 4590").